# Йозеф Кухарж
Йозеф Кухарж (чеськ. Josef Kuchař, 2 червня 1901 — 13 вересня 1995) — чехословацький футболіст, що грав на позиції півзахисника.

## Клубна кар'єра
Виступав у складі клубу «Уніон» (Жижков). В 1919 команда стала третьою в Середньочеській лізі, де грали провідні клуби Чехословаччини, а в 1921 році досягла найвищого успіху в чемпіонатах країни, посівши друге місце. Команда випередила принципового суперника «Вікторію», а також «Славію», пропустивши лише «Спарту». Партнерами Кухаржа в клубі були Каліба, Франя, Міла, Краса, Дворжачек, Міка, Цісарж та інші.
Пізніше разом з Вацлавом Мікою і Антоніном Царваном перейшов у команду «Жиденіце» (Брно).
З 1924 року грав у складі клубу «Славія» (Прага). В чемпіонаті Чехословаччини 1924 року «Славія» з Кухаржем у складі в особистій зустрічі перемогла головного конкурента — «Спарту» з рахунком 2:1. Але чемпіонат не був завершений, адже футбольна спільнота Чехословаччини вирішила заснувати професійну футбольну лігу. На момент зупинки турніру команди провели різну кількість матчів. «Славія» лідирувала в таблиці, випереджаючи на одне очко Вікторію (Жижков), хоча й зіграла на один матч більше.
Зіграв 2 матчі в першому професійному чемпіонаті Чехословаччини 1925 року, а його команда стала чемпіоном. В наступному сезоні 1925-26 зіграв п'ять матчів. Грав у півфінальному матчі Середньочеського кубка 1925, у якому «Славія» програла «Спарті» з рахунком 2:4. 
Був змушений закінчити з виступами у великому футболу після серйозної аварії на мотоциклі.
| Дата       | Місто  | Господарі | Результат | Гості          | Турнір           | Голи | Примітки |
| ---------- | ------ | --------- | --------- | -------------- | ---------------- | ---- | -------- |
| 28/09/1924 | Загреб | Югославія | 0 – 2     | Чехословаччина | товариський матч | -    |          |
| Усього     |        | Матчів    | 1         |                | Голів            | 0    |          |

## Трофеї і досягнення
- Чемпіон Чехословаччини: (1)

«Славія»: 1925
- Срібний призер чемпіонату Чехословаччини: (1)

«Славія»: 1925-26
- Срібний призер чемпіонату Середньої Чехії: (1)

«Уніон»: 1921